# Liste der Gedenktafeln in Berlin-Hellersdorf
Die Liste der Gedenktafeln in Berlin-Hellersdorf enthält die Namen, Standorte und, soweit bekannt, das Datum der Enthüllung von Gedenktafeln.
Die Liste ist nicht vollständig.

## Hellersdorf
| Bild | Name                | Standort                     | Datum der Enthüllung                     |
| ---- | ------------------- | ---------------------------- | ---------------------------------------- |
|      | Carl Blechen        | Cottbusser Straße 23         |                                          |
|      | Ingo Binsch         | Teupitzer Straße 2           | 5. November 2022                         |
|      | Martin Riesenburger | Martin-Riesenburger-Straße 1 |                                          |
|      | Nguyễn Văn Tú       | Brodowiner Ring              | erstmalig 1992, aktuelle seit April 2021 |